# Directors Guild of America Awards

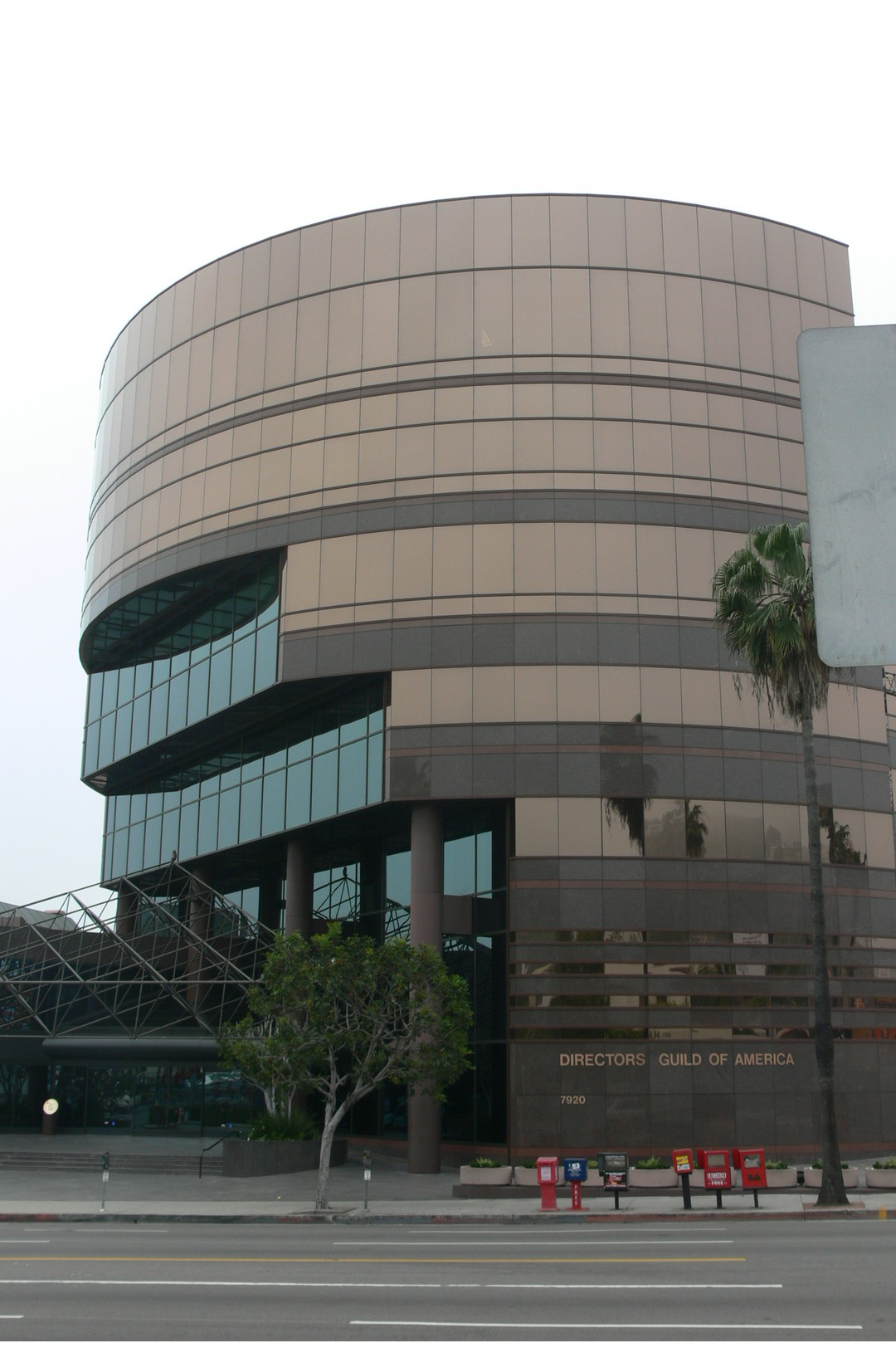
La Directors Guild, en Californie

Les Directors Guild of America Awards (ou DGA Awards) sont des récompenses de cinéma et de télévision américaines, décernées aux réalisateurs et réalisatrices membres de la Directors Guild of America. Ils sont décernés depuis 1949 pour le cinéma et depuis 1953 pour la télévision.

## Introduction
Au départ, la guilde, nommée la Screen Directors Guild jusqu'en 1960, a pour objectif de se doter de son propre système de récompense, ayant des désaccords avec l'Academy of Motion Picture Arts and Sciences. Le comité pilotant l'organisation est composé de George Sidney, Frank Capra, Delmer Daves, John Ford, Bruce Humberstone, Irving Pichel, Norman Taurog et le président de la guilde George Marshall. La première cérémonie a lieu le 22 mai 1949, au Hollywood Roosevelt Hotel pour remettre un seul prix, celui de la meilleure réalisation pour l'année 1948 et pour les cinq premiers mois de 1949.
Les trois premières cérémonies ont lieu au mois de mai. En 1952, le créneau de la cérémonie est déplacé en début d'année, avant la cérémonie des Oscars. Dès 1953, les prix se diversifient en attribuant des prix spéciaux et en récompensant les réalisations pour la télévision.
Le vote concerne les membres de la guilde, soit la réalisation et leurs équipes. Le trophée est une médaille avec le symbole de la guilde.

## Catégories

### Cinéma
- Film – depuis 1949
- Premier film – depuis 2016
- Documentaire (en) – depuis 1992

### Télévision

#### Catégories actuelles
- Série dramatique (en) – depuis 1972
- Série comique (en) – depuis 1972
- Téléfilm ou mini-série – depuis 1972
- Émission de variétés, talk-show, actualité ou sports régulièrement programmée – depuis 2014
- Émission de variétés, talk-show, actualité ou sports spéciale – depuis 2014
- Programme pour la jeunesse (en) – depuis 1997
- Publicité – depuis 1980
- Téléréalité (en) – depuis 2006

#### Catégories passées
- Sport – de 1985 à 1991
- Émission de variétés ou musicale – de 1972 à 2013
- Série diffusée en journée (en) – de 1992 à 2013
- Télévision (catégorie unique) – de 1954 à 1971
- Meilleure réalisation à la télévision (catégorie sans nominations) – de 1972 à 1976

## Prix spéciaux

### Prix pour la carrière cinématographique
- 1953 : Cecil B. DeMille
- 1954 : John Ford
- 1955 : Pas de Prix
- 1956 : Henry King
- 1957 : King Vidor
- 1958 : Pas de Prix
- 1959 : Frank Capra
- 1960 : George Stevens
- 1961 : Frank Borzage
- 1962 à 1965 : Pas de Prix
- 1966 : William Wyler
- 1967 : Pas de Prix
- 1968 : Alfred Hitchcock
- 1969 : Pas de Prix
- 1970 : Fred Zinnemann
- 1971 et 1972 : Pas de Prix
- 1973 : William A. Wellman
- 1974 - 1980 : Pas de Prix
- 1981 : George Cukor
- 1982 : Rouben Mamoulian
- 1983 : John Huston
- 1984 : Orson Welles
- 1985 : Billy Wilder
- 1986 : Joseph Mankiewicz
- 1987 : Elia Kazan
- 1988 : Robert Wise
- 1989 : Pas de Prix
- 1990 : Ingmar Bergman
- 1991 : Pas de Prix
- 1992 : Akira Kurosawa
- 1993 : Sidney Lumet
- 1994 : Robert Altman
- 1995 : James Ivory
- 1996 : Woody Allen
- 1997 : Stanley Kubrick
- 1998 : Francis Ford Coppola
- 1999 : Pas de Prix
- 2000 : Steven Spielberg
- 2001 : Pas de Prix
- 2002 : Martin Scorsese
- 2003 : Pas de Prix
- 2004 : Mike Nichols
- 2005 : Pas de Prix
- 2006 : Clint Eastwood
- 2007 - 2009 : Pas de Prix
- 2010 : Norman Jewison
- 2011 : Alice Guy-Blaché[3]
- 2012 : Miloš Forman
- 2013 - 2015 : Pas de Prix
- 2016 : Ridley Scott
- 2017 - 2020 : Pas de Prix
- 2021 : Spike Lee

### Prix pour la carrière à la télévision
- 2015 : 
  - James Burrows
  - Robert Butler
- 2016 : Joe Pytka

### PrixFranklin J. Schaffner
Récompense un réalisateur associé ou un régisseur en reconnaissance de sa carrière et des services rendus à la guilde.

### PrixFrank Capra
Récompense un assistant réalisateur ou un directeur de production en reconnaissance de sa carrière et des services rendus à la guilde.

### Prix de la diversité
- 1998 :
  - Christopher Chulack
  - Bruce Paltrow
  - John Wells
- 2000 : Steven Bochco
- 2001 : Home Box Office
- 2006 : Steve McPherson
- 2015 : Shonda Rhimes et Betsy Beers

### Prix du jubilé d'or
Lors d'une soirée spéciale, quelques jours après la 38e cérémonie, qui correspond au 50e anniversaire de la guilde, furent remis les prix du jubilé d'or, pour récompenser la carrière de trois grands cinéastes. Mais seul Kurosawa était présent pour accepter le prix. 
- Frederico Fellini
- Akira Kurosawa
- Oscar Micheaux  (à titre posthume)

### PrixPreston Sturges
Récompense le talent de réalisation et d'écriture. Ce prix est présenté en association avec la WGAw (guilde des scénaristes de la côte ouest).
- 1990 : Richard Brooks
- 1992 : Billy Wilder
- 1994 : Blake Edwards